# Геленув (гміна Белхатув)
Геленув (пол. Helenów) — село в Польщі, у гміні Белхатув Белхатовського повіту Лодзинського воєводства.
Населення — 200 осіб (2011).
У 1975-1998 роках село належало до Пйотрковського воєводства.

## Демографія
Демографічна структура станом на 31 березня 2011 року:
|          | Загалом | Допрацездатний вік | Працездатний вік | Постпрацездатний вік |
| -------- | ------- | ------------------ | ---------------- | -------------------- |
| Чоловіки | 100     | 17                 | 75               | 8                    |
| Жінки    | 100     | 26                 | 54               | 20                   |
| Разом    | 200     | 43                 | 129              | 28                   |